# Beatrice Alli-Pani
Beatrice Alli-Pani (* 26. Dezember 1932) ist eine schweizerische Sängerin, Chorleiterin und Komponistin aus dem Kanton Tessin. Ihre Berufsausbildung absolvierte sie im Institut für Behinderte in Sorengo und im Kindergarten Villa Luganese. Die Arbeit mit Behinderten prägte auch ihre musikalische Laufbahn. 1992 wurde sie für ihr Engagement für die Tessiner Kultur und Bräuche mit dem Goldenen Violinschlüssel ausgezeichnet.